# Spondylurus semitaeniatus
Espèce
Synonymes
- Euprepes semitaeniatus Wiegmann, 1837
- Mabuya semitaeniata (Wiegmann, 1837)

Statut de conservation UICN

 CR B1ab(iii,v) : 
En danger critique
Spondylurus semitaeniatus est une espèce de sauriens de la famille des Scincidae.

## Répartition
Cette espèce est endémique des îles Vierges. Elle se rencontre :
- dans les îles Vierges britanniques sur les îles de Virgin Gorda, de Tortola, de Salt Island, de Round Rock Island, de Necker Island, de Mosquito Island, de Little Thatch, de Guana Island, de Great Camanoe et de Fallen Jerusalem Island ;
- dans les îles Vierges des États-Unis sur les îles de Buck Island Reef National Monument, de Capella Island et de Saint Thomas.

## Étymologie
Le nom spécifique semitaeniatus vient du préfixe semi, à moitié, et du latin taenĭa, la bande, en référence au motif dorsal de ce saurien.

## Publication originale
- Wiegmann, 1837 : Herpetologische Notizen. Archiv für Naturgeschichte, vol. 3, p. 123-136 (texte intégral).